# Lycosa ishikariana
Lycosa ishikariana là một loài nhện trong họ Lycosidae.
Loài này thuộc chi Lycosa. Lycosa ishikariana được Kendo Saito miêu tả năm 1934.